# Joan Benoit
Joan Benoit Samuelson, ameriška atletinja * 16. maj 1957, Cape Elizabeth, Maine, ZDA.
Nastopila je na poletnih olimpijskih igrah leta 1984, kjer je osvojila naslov olimpijske prvakinje v maratonu. Dvakrat je osvojila Bostonski maraton ter po enkrat Chicaški maraton, Aucklandski maraton in Maraton Nike OTC. 18. april 1983 je postavila svetovni rekord v maratonu s časom 2:22:43, veljal je dve leti.